# 丁巨胜
丁巨胜（1967年2月—），男性，甘肃靖远人，汉族，中国共产党党员。中共甘肃省委党校研究生学历。中华人民共和国政治人物。

## 人物经历
丁巨胜早年在靖远师范学校就读，1985年7月毕业后参加工作，在中共甘肃省委党校任职，并于1988年7月加入中国共产党，历任该校行政处、人事处人事科干事、副科长、科长，人事处副处长、处长，2007年升任共青团甘肃省委副书记、党组成员、省青联常务副主席。
2010年，丁巨胜下放平凉市，任该市党委常委、组织部部长，2016年11月，当选为第四届平凉市政协主席。翌年4月，出任中共嘉峪关市委副书记、市人民政府市长。
2021年7月，丁巨胜回到蘭州，出任甘肃省自然资源厅厅长、甘肃省自然资源总督察。2023年9月，丁巨胜接替康军，出任甘肃省发展和改革委员会主任。

## 作品
- 甘肃省农村青年发展状况调查报告 （页面存档备份，存于）